# Smooth jazz
Smooth jazz («м'який джаз») — різновид джазу, в якому злилися (разом, або поодинці) впливи ритм-енд-блюзу, фанку, року і попу.
З'явився на початку 70-х років XX ст. внаслідок експериментів зі змішування джазу з іншими музичними стилями. Характерним прикладом того часу можна вважати композицію «Tell Me a Bedtime Story» — Quincy Jones, 90-х — «Between the Sheets» — Fourplay.
У 90-х роках 20 століття в жанрі виникла тенденція вторинності — фонової музики для приміщень, що призвело до появи безлічі одноманітних, шаблонних треків. Сьогодні smooth jazz — це доросліша, чуттєва музика, розрахована на формат радіомовлення.